# Kluci z hor
Kluci z hor je český film z roku 2018 režiséra a producenta Tomáše Magnuska. 
Film vypráví příběh kuchaře Ládi (Martin Dejdar), který žije s tetou (Emma Černá) a demencí trpícím strýcem Emilem (Jiří Lábus) v chaloupce v horách. Po smrti tety přijíždí do vesnice developeři, kteří mají o pozemky včetně chalupy zájem a v obci se tak začíná rozvíjet střet obyvatel a vedení města s Láďou a Emilem, jehož nekontrolovatelné chování začne řešit sociální pracovnice.

## Obsazení a postavy
| Martin Dejdar     | kuchař Láďa Mácha               |
| Jiří Lábus        | Emil Mácha                      |
| Eva Vejmělková    | realitní makléřka Eva Hornová   |
| Martin Huba       | doktor                          |
| Ljuba Krbová      | sociální pracovnice Adamcová    |
| Emma Černá        | sousedka a teta Anežka Poláková |
| Jiří Hromada      | politika a lobbista ing. Klíma  |
| Lenka Termerová   | pošťačka                        |
| Pavel Nový        | šéfkuchař Tůma                  |
| Jiří Korn         | ředitel psychiatrie             |
| Václav Neckář     | farář                           |
| Vlastimil Venclík | vedoucí samoobsluhy             |
| Patricie Pagáčová | recepční v hotelu               |
| Jan Vodňanský     | majitel hotelu                  |
| Josef Petrů       | Jan Mácha                       |
| Petra Výtvarová   | Máchová                         |
| František Němec   | právník Vrbata                  |
| Petra Řehořková   | prodavačka Boučková             |
| Kamil Švejda      | policista                       |
| Matěj Dejdar      | kuchař Láďa před dvaceti lety   |

## Recenze
- Mirka Spáčilová, iDNES.cz [1]
- Alexandra Tinková, CervenyKoberec.cz [2]